# 周鶴
周鶴，贵州贵阳人，清朝政治人物、進士出身。
咸豐六年（1856年）丙辰科進士，三甲八十三名，后官監察御史，由兵科給事中改授廣西桂平道。